# Wilmont Haacke
Wilmont Haacke (* 4. März 1911 in Monschau, Eifel; † 23. Juli 2008 in Göttingen) war ein deutscher Publizistikwissenschaftler.

## Leben
Der Sohn eines Studienrates absolvierte das Realgymnasium der Staatlichen Bildungsanstalt in Naumburg an der Saale und war ab 1931 publizistisch tätig, vor allem nach 1937 beim Berliner Tageblatt. Daneben studierte er Zeitungswissenschaft in Göttingen, Wien und Berlin. Haacke begann bereits während seiner Arbeit beim mehrsprachigen Londoner Wochenblatt European Herald, sich mit der kleinen Form des Feuilletons auseinanderzusetzen und sie selbst zu pflegen. Seine Dissertation über den jüdischen Journalisten und Herausgeber Julius Rodenberg durfte nicht im Druck erscheinen, dennoch gelang es Haacke letztlich, sich im Dritten Reich als Forscher im Fach Zeitungswissenschaften zu etablieren.
Von 1939 bis 1942 war Haacke Assistent am Institut für Zeitungswissenschaft der Universität Wien. 1942 habilitierte er sich an der Universität in Prag bei Erich Trunz und Josef März und erhielt 1942 die Venia legendi für Zeitungswissenschaft. 1943 übernahm er die Leitung des Instituts für Zeitungswissenschaft an der Universität Freiburg.
Daneben war er selbst schriftstellerisch tätig. Er gab Feuilletonsammlungen wie Die Luftschaukel (1939) und Das Ringelspiel (Wiener Feuilletons, 1941) heraus und edierte 1940 entsprechende Arbeiten von Victor Auburtin (Einer bläst die Hirtenflöte). Allerdings passte sich Haacke mit Das heldische Jahr, einer Sammlung von Kriegsfeuilletons, nun auch deutlich dem Zeitgeist an (1941). Ein Band mit eigenen Feuilletons hieß Notizbuch des Herzens, eine 1943 publizierte Novelle Die Jugendliebe.
Nach dem Zweiten Weltkrieg (1946/1947) war Haacke zunächst Leiter der Pressestelle und der Studienberatung an der Universität in Mainz. An der Hochschule für Sozialwissenschaften in Wilhelmshaven wurde Haacke 1955 zum außerplanmäßigen Professor ernannt. Nach Vereinigung dieser Hochschule mit der Universität Göttingen wurde Haacke Ordinarius in Göttingen, emeritierte jedoch schon 1973 mit 62 Jahren. Seinen Lehrstuhl übernahm Jörg Aufermann.
Bis 1993 blieb Haacke Mitherausgeber der Fachzeitschrift Publizistik, die er 1956 mit Emil Dovifat und Walter Hagemann gegründet hatte.
Haacke wurden in fortgeschrittenen Jahren vielfache Ehrungen zuteil. Anlässlich seines Todes wurde er als „Nestor der Publizistik-Wissenschaft“, international angesehener Publizist und Zeitschriftenforscher und letzter Vertreter der geisteswissenschaftlichen Richtung seines Fachgebietes gewürdigt. Sein 1951–53 herausgegebenes dreibändiges Handbuch des Feuilletons gilt bis heute als Standardwerk; allerdings wurde in Haackes späten Jahren seine Rolle in der Zeit des Nationalsozialismus problematisiert.

## Vorwürfe gegen Haacke
Haacke vertrat dezidiert antisemitische Positionen. Beispielsweise schrieb er im Nachwort zu Einer bläst die Hirtenflöte zu den jüdischen Feuilletonisten, von denen er Alfred Polgar ausdrücklich erwähnt, dass sie sich „infolge ihrer vom Blut her zur scheinempfindenden Kasuistik besonders geeigneten literarischen Veranlagung immer ins deutsche Feuilleton eingedrängt haben“.
Bereits 1970 protestierte der Historiker Helmut Hirsch gegen die Ehrung Haackes mit einer Festschrift (an der er mitarbeiten sollte), wobei Hirsch auf das antisemitische, von NS-Ideologie getränkte Buch Das heldische Jahr Haackes verwies.
Vor allem im 2004 von den Kommunikationsforschern Wolfgang Duchkowitsch, Fritz Hausjell und Bernd Semrad herausgegebenen Band: Die Spirale des Schweigens. Zum Umgang mit der nationalsozialistischen Zeitungswissenschaft (Wien 2004) wurden von Verena Blaum aufgrund von Textvergleichen Vorwürfe wegen massiv antisemitischer Passagen in Haackes Habilitationsschrift, der 1942/1944 erschienenen zweibändigen Feuilletonkunde (Vorläufer der Neuausgabe 1951–1953), laut. In diesem Werk äußerte sich Haacke unter anderem abwertend über die „Verjudung des Feuilletons“ und die „kaum mehr überbietbaren Frechheiten der sich prononciert jüdisch gebenden und von 1918 bis 1933 verheerend einflussreichen jüdischen Feuilletonisten“ (Band 1, S. 4).
Daran schloss Blaum die Kritik an Haacke und seinen Fachkollegen an, die Auseinandersetzung mit diesen Schriften und deren wissenschaftlichem Umfeld über Jahrzehnte gemieden zu haben. Dagegen wurde eingewandt, die Vorgänge um Haackes Promotion (1936/37), als der aktenkundige Vorwurf fehlender Einsicht in die nationalsozialistische Judenpolitik Haackes Hoffnungen auf eine wissenschaftliche Laufbahn beendet zu haben schien, werde von Kritikern wie Blaum nicht entsprechend gewürdigt. Ein Haacke nahestehender Forscher wie Walter Hagemann hatte übrigens schon 1950 im Vorwort der verspäteten Publikation von Haackes Dissertation vermerkt, die Feuilletonkunde sei „durch Sprachregelung und Präventivzensur des Propagandaministeriums entstellt worden“. Hagemann hatte damit also eine eher opportunistische als ideologisch überzeugte Haltung Haackes unterstellt, wie nach ihm auch Heidrun Ehrke-Rotermund anhand des überlieferten Briefwechsels von Haacke nachzuweisen versuchte.